# Pomidor zwyczajny

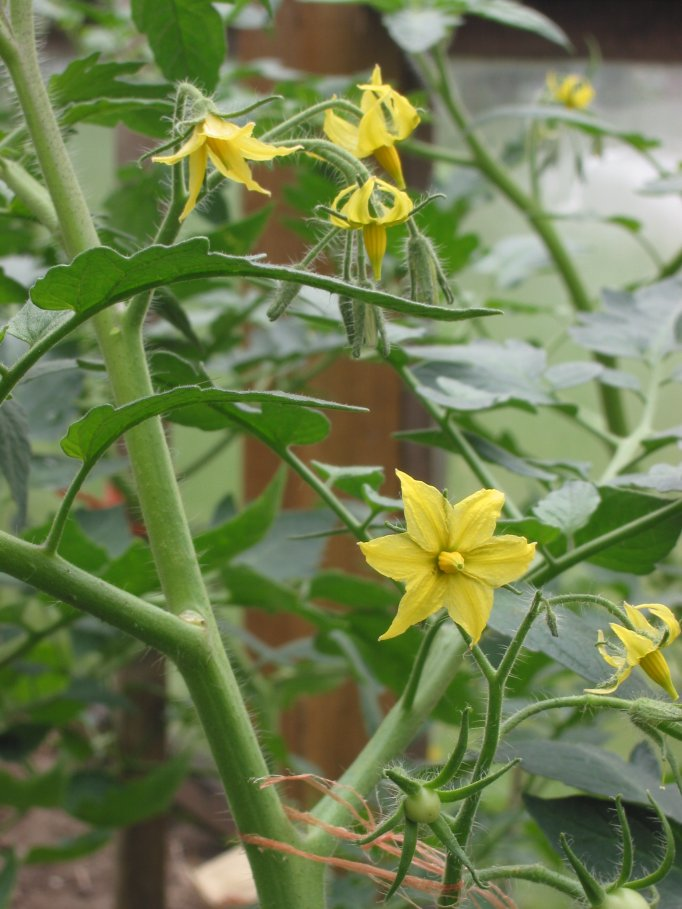
Kwitnący pęd

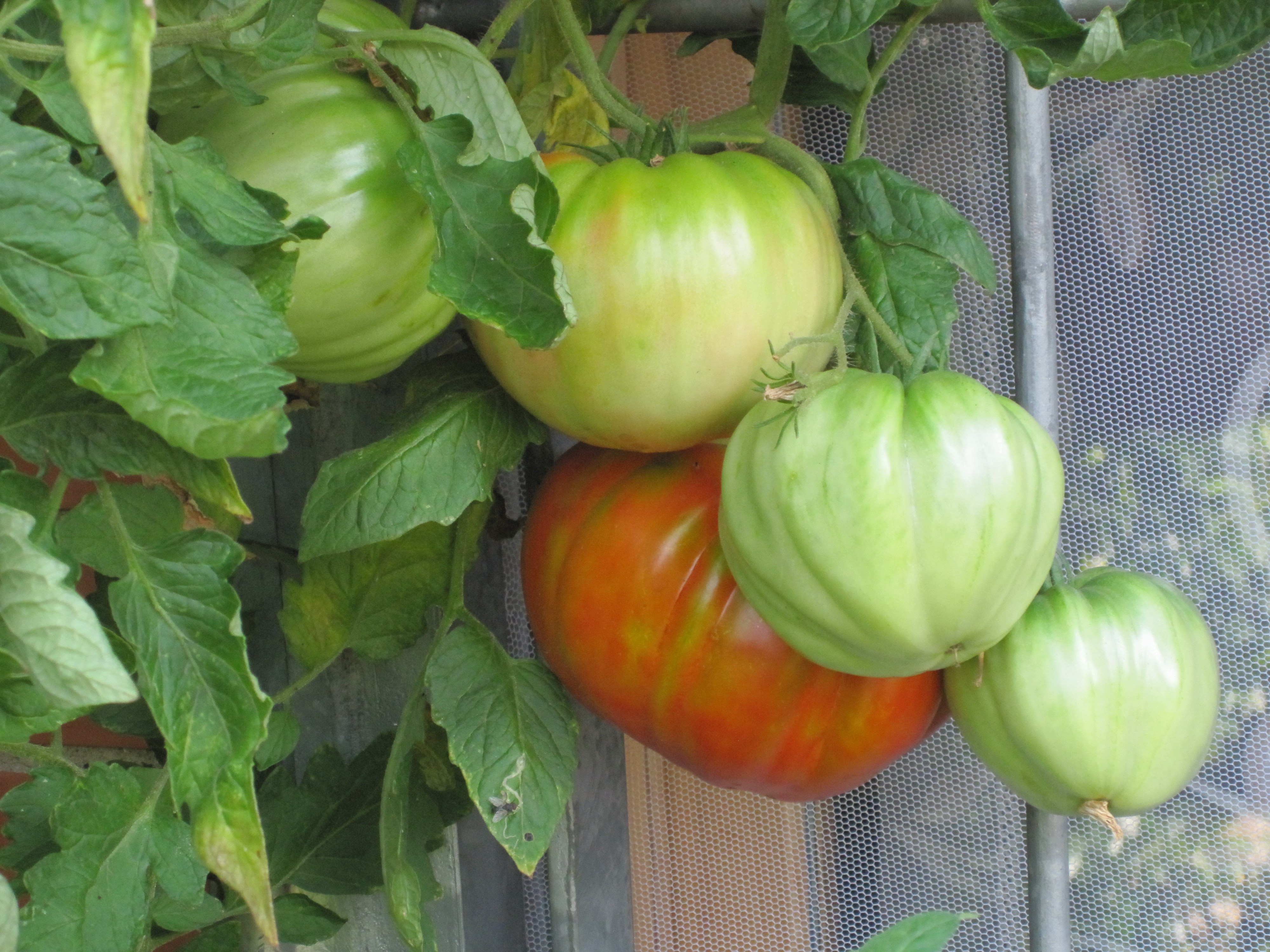
Owoce w różnych stadiach dojrzałości

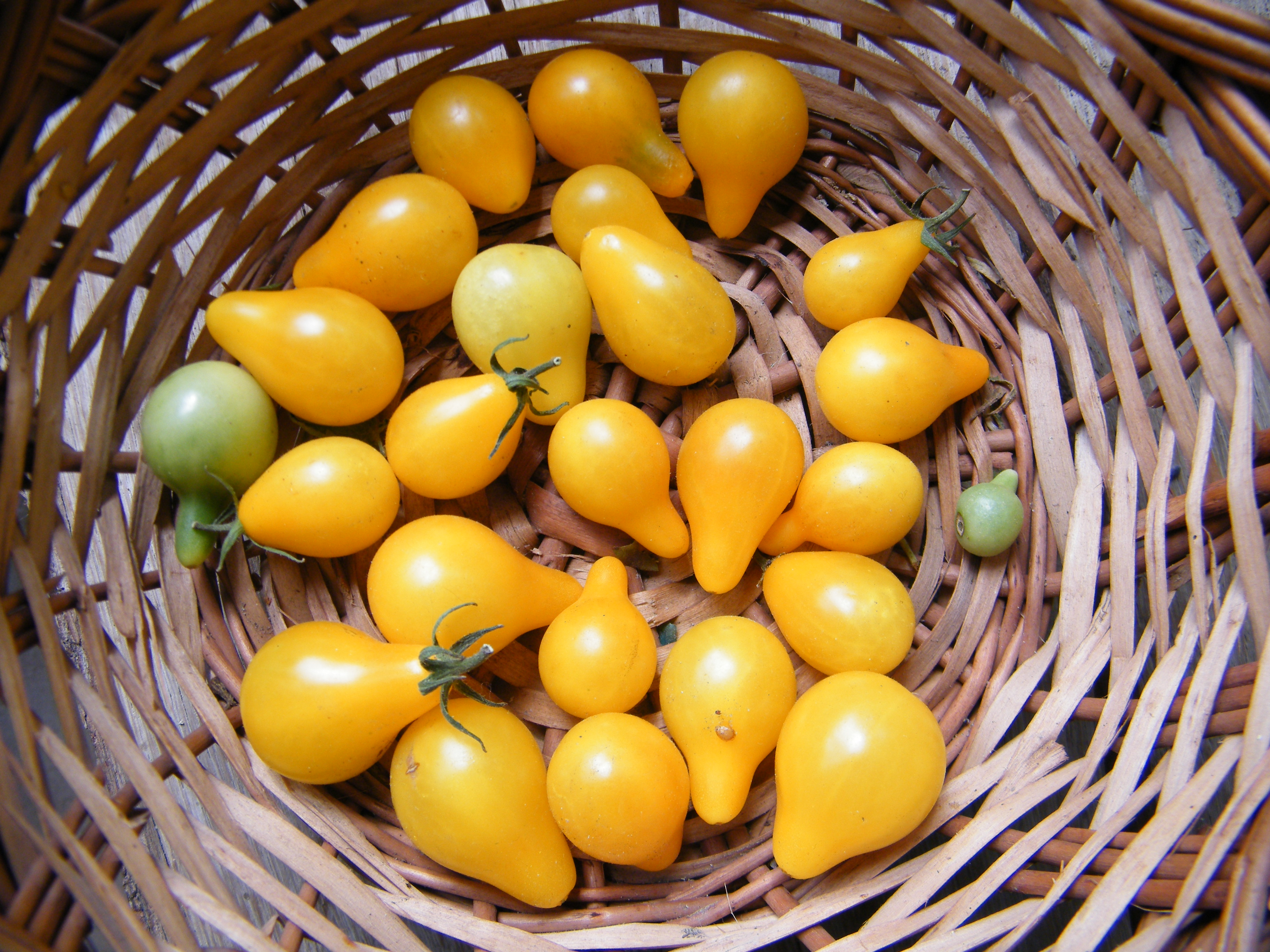
Pomidory koktajlowe „Yellow Pearshaped”

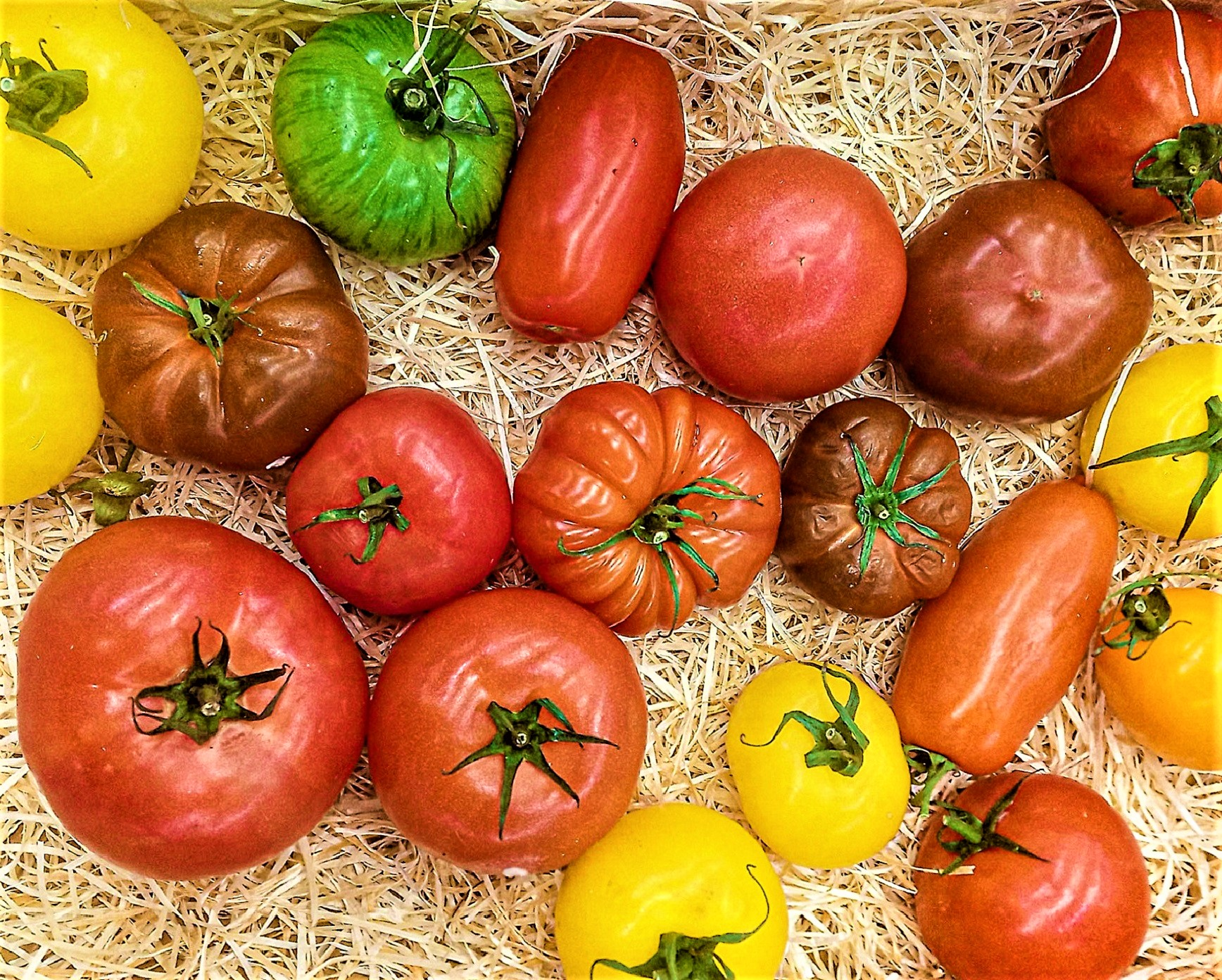
Owoce różnych odmian

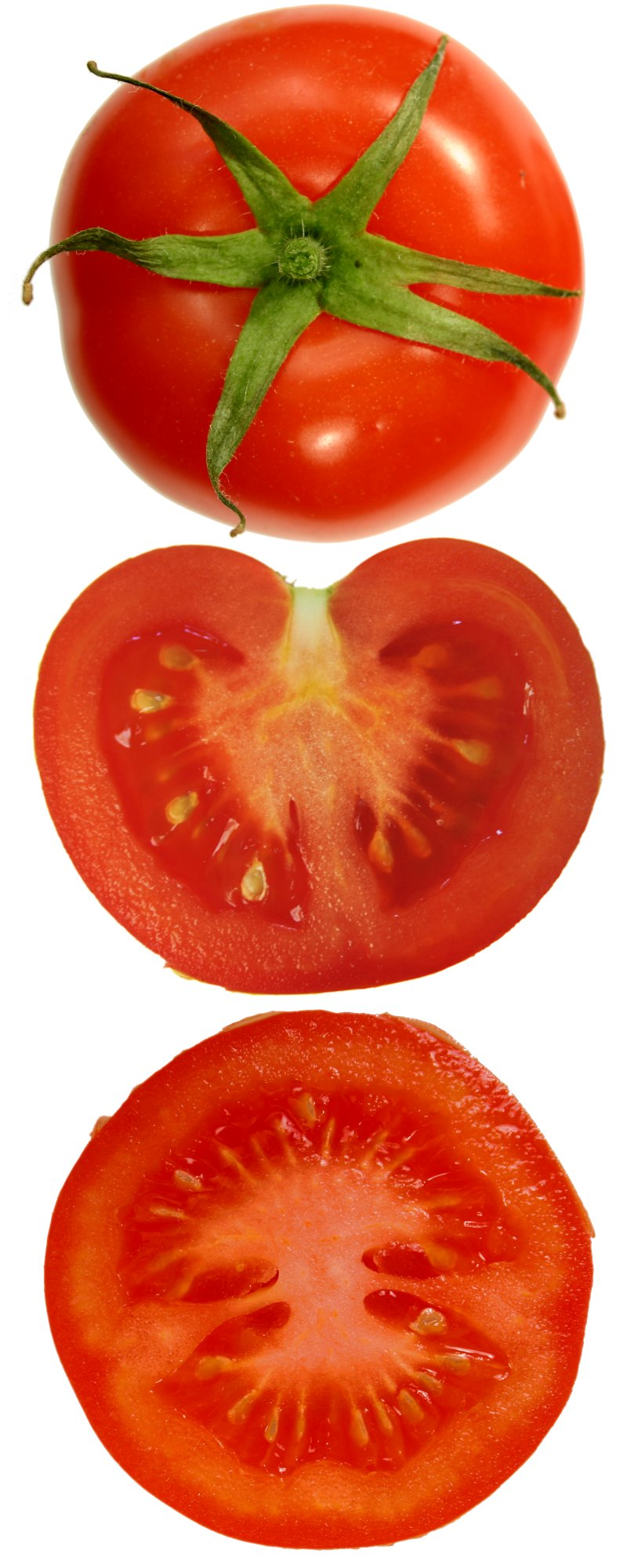

Pomidor zwyczajny, psianka pomidor, pomidor (Solanum lycopersicum L.) – gatunek rośliny z rodziny psiankowatych. Pochodzi z Peru w Ameryce Południowej. Został szeroko rozprzestrzeniony i uprawiany jest jako roślina jadalna. W Polsce ma status zadomowionego antropofitu.

## Morfologia
PokrójRoślina gruczołowata, lepko owłosiona, o charakterystycznej woni.
ŁodygaDo 1,5 m wysokości, u odmian szklarniowych nawet do kilku metrów.
LiściePojedynczo lub podwójnie przerywanopierzastodzielne o odcinkach w zarysie sercowatojajowych, pierzastowcinanych.
KwiatyO koronie długości kielicha, żółte, o zaostrzonych płatkach, zebrane w jednostronne, kilkukwiatowe skrętki w kątach liści.
OwoceSoczyste, duże jagody. W uprawie jest wiele odmian pomidorów, o różnych kolorach i kształtach owocu. Owoce mogą mieć wielkość od 20 do ponad 100 mm średnicy. Kształt może być kulisty, wydłużony (przypominający śliwkę lub gruszkę), a także żebrowany (podobny do papryki). Barwa owocu pierwotnie i najczęściej czerwona. Występują też odmiany pomarańczowe, żółte, zielone (dojrzałe) oraz czarne.

## Biologia
W strefie międzyzwrotnikowej rośnie jako bylina, jednak z powodu wrażliwości na mróz w strefie klimatu umiarkowanego gatunek uprawiany jest jako roślina jednoroczna. Kwiaty są samopylne.

## Nazewnictwo
Gatunek przez długi czas znany był jako Lycopersicum esculentum, która to nazwa naukowa ustalona została przez Philipa Millera w 1768 r. Autor ten adaptował jednak wcześniejsze nazewnictwo – pierwszym, który zastosował nazwę lykopérsikon w nowożytnej literaturze botanicznej był Joseph Pitton de Tournefort w 1696 r. Opisał on pomidora w publikacji „Elements de botanique” pod nazwą zaczerpniętą z prac Galena, który z kolei określał w ten sposób niezidentyfikowaną roślinę używając złożenia z dwóch terminów greckich: lýcos (=wilk) i persiké (=pochodzący z Persji), co tłumaczone jest na „wilczą brzoskwinię”. Nazwa gatunkowa esculentus oznacza „jadalny” i pochodzi od łacińskiego słowa esca (=pokarm, pożywienie). Karol Linneusz w publikacji „Species Plantarum” (1753) opisał gatunek pod nazwą Solanum lycopersicum zaliczając pomidora do rodzaju psianka, co współcześnie uznawane jest za rozwiązanie poprawne.
Pierwsze zachowane nazwy zwyczajowe pomidora w językach europejskich pojawiają się w podpisie rysunku z roku 1553 w pracy Remberta Dodoensa, który podpisał rycinę z tym gatunkiem określeniem Poma amoris (=jabłka miłości). Późniejsi autorzy używali także odmiennych wariantów nazw, takich jak Poma aurea (=złote jabłka) i Pomi del Peru (=jabłka z Peru). Nazwa zwyczajowa utrwalona w języku włoskim „pomi d’oro” (dosłownie tłumaczona na „złote jabłka”) stała się źródłem dla określenia używanego w języku polskim. W starszych publikacjach w języku polskim używane były jednak określenia „jabłko miłości” (u Syreniusza) i „jabłko złote” (słownik języka polskiego z 1861 r.). Nazwa „pomidor” rozpowszechniła się w piśmiennictwie dopiero w XIX wieku (wówczas też czasem w formie plurale tantum jako „pomidory”). Gatunek określany był początkowo nazwą „pomidor”, także w pracach botanicznych. Jednowyrazowe określenie gatunku jest często nadal spotykane, zwłaszcza w literaturze z zakresu warzywnictwa. W publikacjach stosujących binominalne nazewnictwo także w nazwach zwyczajowych (polskich) gatunek określany jest najczęściej jako „pomidor zwyczajny” i „pomidor jadalny”. Czasem wskazywane jako nazwa poboczna jest określenie „psianka pomidor” nawiązujące do ujęcia systematycznego Linneusza.

## Zastosowanie
Warzywo. Owoce pomidorów spożywane są pod różnymi postaciami: w stanie surowym, jako składnik zup, sosów, sałatek, kanapek, potraw z ryżu. Pomidory są też przetwarzane na soki, przeciery i koncentraty.
Pomidory są bogate w likopen – przeciwutleniacz, który, jak podejrzewano do niedawna, przeciwdziała zachorowaniom na nowotwory (zwłaszcza na raka prostaty). Likopen jest szczególnie przyswajalny dla człowieka w formie poddanej termicznej obróbce (przetwory pomidorowe). Dlatego też więcej tego związku będzie przyswojone w sosie pomidorowym czy sałatce z oliwą niż w surowych pomidorach. Badania epidemiologiczne na dużych populacjach wskazują, że spożywanie przetworów z pomidorów chroni komórki przed uszkodzeniami, obniża ryzyko zachorowania na raka prostaty, płuc, piersi, nowotwory układu pokarmowego oraz białaczkę, a przy dużym stężeniu ok. 40 µM, także raka wątroby i jajnika. Wyższe stężenie likopenu we krwi stwierdzano u osób spożywających przetworzone pomidory. Jest to związane z faktem, że w produktach poddanych obróbce termicznej wzrasta ilość cis-likopenu. Ryzyko rozwoju nowotworu prostaty w grupie osób, u których stężenie likopenu w surowicy mieści się w przedziale 24,8–57,4 µg/dl jest o 45% niższe niż u osób ze stężeniem 0,5–10,7 µg/dl. W ciężkiej postaci raka jest ono niższe nawet o 63%. Zależności takiej nie obserwuje się dla innych karotenoidów, co wskazuje na specyficzność i skuteczność działania likopenu. Badania wskazują również, że spożywanie dużych ilości pomidorów zmniejsza ryzyko rozwoju chorób układu krążenia. W grupie osób z dietą bogatą w likopen, obserwuje się wolniejsze odkładanie płytek miażdżycowych w naczyniach.
Owoce pomidora zawierają m.in.: sód, potas, magnez, wapń, mangan, żelazo, kobalt, miedź, cynk, fosfor, fluor, chlor, jod, karoten, witaminy: K, B1, B2, B6, C, PP; kwasy: pantotenowy, foliowy, szczawiowy; biotynę, a także śladowe ilości innych substancji, m.in. nikotyny.
Przechowywanie pomidorów w lodówce może spowodować ich przemrożenie, bowiem temperatury poniżej 7 °C im nie sprzyjają. Takie przemrożenie prowadzi do wielu negatywnych skutków, m.in. utraty smaku, koloru i konsystencji oraz zwiększa prawdopodobieństwo gnicia i występowania drobnoustrojów, które je powodują.

## Uprawa
Historia uprawy
Początkowo, do XIX w., przez wielu Europejczyków pomidor był uważany za roślinę trującą. Uprawiano go w ogrodach w celach dekoracyjnych. Współcześnie uprawiany jest powszechnie dla soczystych owoców. Znajduje się w rejestrze roślin uprawnych Unii Europejskiej. 
Wymagania
Do wykiełkowania nasion pomidora potrzebna jest temperatura gleby w granicach 22–25 °C. Nasiona umieszcza się na głębokości 0,5 do 1 cm pod poziomem gleby. Po wschodach pomidora zalecane jest obniżenie temperatury gleby do 16 do 20 stopni Celsjusza. Roślina wymaga gleb przepuszczalnych, ciepłych i zasobnych w próchnicę oraz miejsc nasłonecznionych i osłoniętych od wiatru (pod murem czy żywopłotem). Preferowany przez pomidory odczyn gleby wynosi od obojętnego po lekko kwaśny. Ziemię pod pomidory należy zasilić obornikiem (rok przed posadzeniem roślin) lub kompostem, który można stosować przez cały okres wegetacyjny pomidora. W celu ochrony przed grzybami i przed poparzeniami podczas podlewania należy unikać zamaczania liści.
Odmiany uprawne
Występują m.in. następujące odmiany pomidora zwyczajnego:
- Pomidory drobnoowocowe (czereśniowe, koktajlowe):
  - Sweet 100 – słodkie owoce wielkości 2,5 cm, tworzą duże grona, wymagają podwiązywania, dojrzewają 2,5 miesiąca.
  - Evita – jednakowej wielkości owoce, błyszczące, koloru czerwonego, posiadają charakterystyczny smak, wytrzymałe, dojrzewają 2 miesiące.
  - Mirabell – owoce złotożółte, słodkie wielkości 2,5 cm, rosnące w gronach, dojrzewają 2 miesiące.
- Pomidory średnioowocowe:
  - Martina – błyszczące, czerwone owoce, odporne na pękanie, rosną szybko i zdrowo, dojrzewają 1,5 miesiąca.
  - Brylant – odmiana wczesna, posiadająca czerwone owoce o wyrafinowanym smaku, odmiana bardzo wydajna, dojrzewająca 2,5 miesiąca.
  - Morden – owoce kuliste, koloru żółtopomarańczowego, posiada wyrafinowany smak, dojrzewająca 1,5–2 miesiące.
  - Balkonstar – odmiana niska, wytrzymała o jasnych, regularnych owocach oraz o wyrafinowanym smaku, dojrzewająca 1,5–2 miesiące.
- Pomidory wielkoowocowe:
  - Master – owoce duże, okrągłe, gładkie, bardzo aromatyczne, odmiana o silnym wzroście i dużej zdrowotności, dojrzewają 2,5–3 miesiące.
  - Beefmaster – odmiana wytrzymała, odporna na choroby grzybowe, duże owoce o wadze 1 kg, soczyste o grubej skórce, dojrzewają 2,5–3 miesiące.
  - Jawor – owoce odporne na pękania, dojrzewają równomiernie, najlepsze do bezpośredniego spożycia i na przetwory, dojrzewają 2,5 miesiąca.
- Pomidory typu Lima:
  - Roma – owoce łagodne w smaku, o grubej skórce i małej liczbie pestek, dobrze nadają się na sosy i soki, dojrzewają 2,5 miesiąca.
  - New Yorker – odmiana wczesna, o dużych, nieco spłaszczonych, wyrafinowanych owocach, dojrzewają 2,5–3 miesiące.

Alleopatia
Pozytywny wpływ obopólny (pomidor wpływa na daną roślinę a dana roślina wpływa na pomidora) wywierają: burak, cebula, cukinia, cykoria, czosnek, endywia, kalarepa, kapusta pekińska, kukurydza, pietruszka, por, rzepa, rzodkiew, seler, szpinak. Pomidor wpływa korzystnie także na rozwój agrestu. Na rozwój pomidora wpływa korzystnie cebula, aksamitka i pokrzywa, natomiast oddziaływanie obopólne niekorzystne wywierają na pomidory ziemniaki i bób. Pomidor zakłóca rozwój moreli.
Choroby pomidora
- nieinfekcyjne: oparzelizna słoneczna owoców, sucha zgnilizna wierzchołków owoców
- wirusowe: brązowa plamistość pomidora, czarna pierścieniowa plamistość pomidora, mozaika ogórka na pomidorze, mozaika pomidora, mozaika wżerkowa pomidora, mozaika X ziemniaka na pomidorze, pierścieniowa plamistość pomidora, żółta kędzierzawość liści pomidora
- bakteryjne: bakteryjna cętkowatość pomidora, bakteryjna plamistość pomidora, bakteryjna nekroza rdzenia łodyg pomidora, rak bakteryjny pomidora, śluzak warzyw psiankowatych
- wywołane przez lęgniowce i grzyby: alternarioza pomidora, antraknoza pomidora, brunatna plamistość liści pomidora, fuzaryjna zgorzel pomidora, fuzaryjne więdnięcie pomidora, mączniak prawdziwy pomidora, septorioza pomidora, korkowatość korzeni pomidora, zaraza ziemniaka na pomidorze, zgnilizna pierścieniowa pomidora, zgorzel podstawy łodyg i brunatna zgnilizna owoców pomidora[29].

## W kulturze
Tomatina to hiszpańskie święto, podczas którego uczestnicy obrzucają się nawzajem pomidorami.